# Bruce

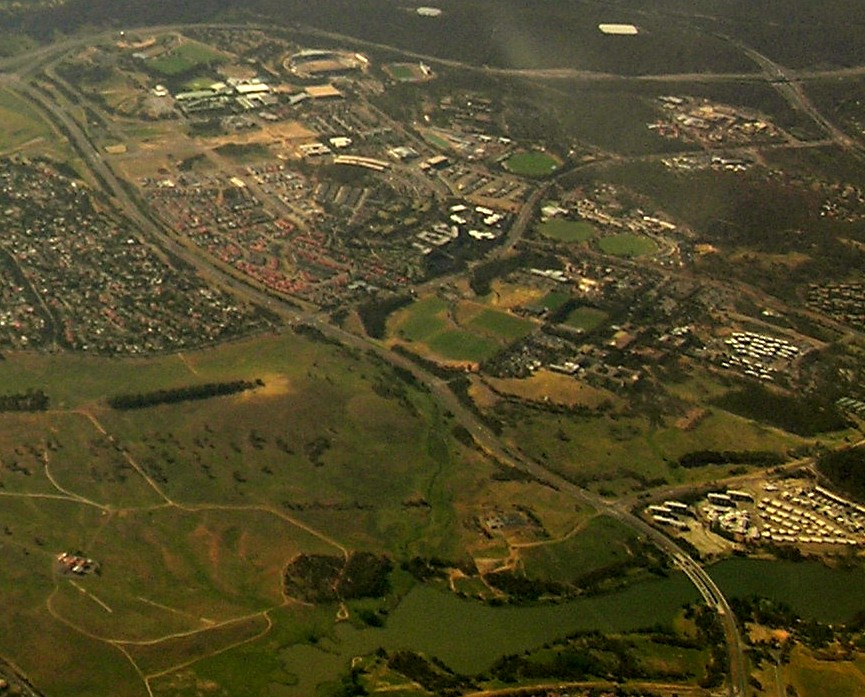
Vista aérea do lado oeste.

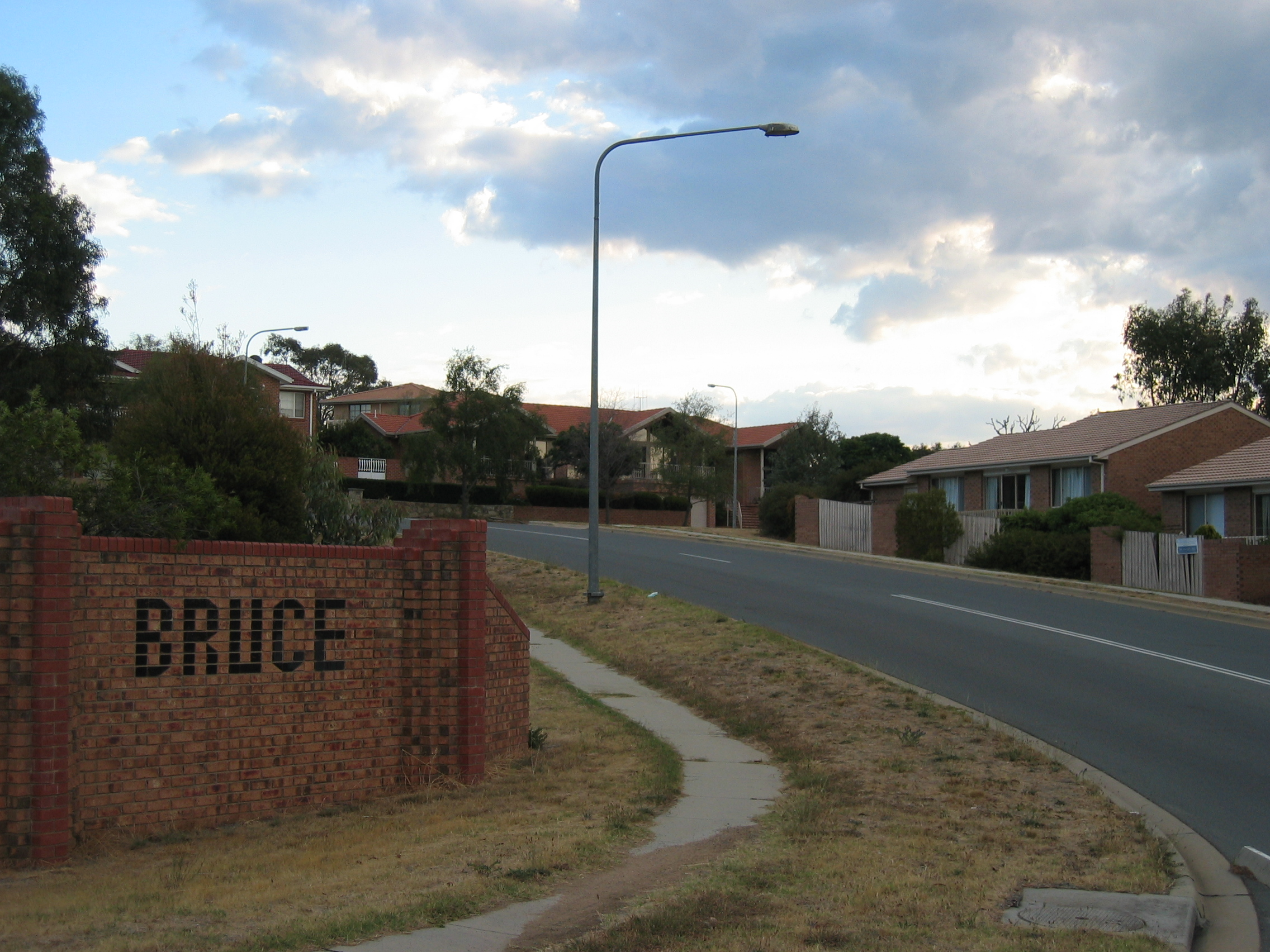
Região residencial situada em Bruce.

Bruce é um subúrbio do distrito de Belconnen de Canberra, que está localizado dentro do Território da Capital Australiana, Austrália. O subúrbio surgiu em 6 de junho de 1968 e homenageia Stanley Bruce (1883–1967), que foi o oitavo primeiro-ministro da Austrália e o primeiro chanceler da Universidade Nacional da Austrália.

## Locais de interesse
- Canberra Stadium, que é a casa dos times de rugby de 13 Canberra Raiders e de rugby union Brumbies, e ocasionalmente hospeda eventos esportivos nacionais e internacionais
- Canberra International Sports and Aquatic Centre, que oferece instalações esportivas e recreativas para a comunidade
- Universidade de Canberra (UC), que tem mais de dez mil estudantes e é uma das quatro principais universidades em Canberra
- Instituto Australiano de Esporte (AIS), que é uma instituição dedicada ao treinamento e à pesquisa de atletas de alto nível.
- Calvary Public Hospital, que é um hospital público que atende a região norte de Canberra.
- Bruce Campus do Canberra Institute of Technology, que é um dos maiores provedores de educação profissional e técnica na Austrália.
- Radford College